# Santa Maria das Dores (título cardinalício)
Santa Maria das Dores é um título presbiterial instituído em  14 de fevereiro de 2015 pelo Papa Francisco.

## Titulares protetores
- Francis Xavier Kriengsak Kovithavanij (desde 2015)